# Crossidium woodii
Crossidium woodii là một loài Rêu trong họ Pottiaceae. Loài này được (Delgad.) R.H. Zander mô tả khoa học đầu tiên năm 1993.